# Sabri Lamouchi
Sabri Lamouchi (sinh ngày 9 tháng 11 năm 1971 tại Lyon, Pháp) và là một cựu cầu thủ bóng đá chuyên nghiệp từng chơi ở vị trí tiền vệ.
Sinh ra ở Pháp, ông là người gốc Tunisia, nhưng ông chưa bao giờ đặt chân đến đó. Lamouchi đã có tổng 12 lần ra sân cho Đội tuyển bóng đá quốc gia Pháp.
Ông đã từng là huyện luyện viên của câu lạc bộ Al-Duhail tại giải Qatar Stars League .

## Sự nghiệp Câu lạc bộ
Lamouchi bắt đầu sự nghiệp chuyên nghiệp của mình tại Alès ở Pháp. Trong khoảng thời gian ở đó, ông đã gây ấn tượng với Auxerre và chơi cho đội bóng này trong 4 năm. Sau đó ông tham gia Monaco trước khi bị mua bởi Parma của Ý. Mặc dù ông chỉ có một mùa giải với phong độ trung bình, ông lại một lần nữa được chuyển nhượng đi, lần này là đến gã khổng lồ của Ý Internazionale. Ông cũng đã cạnh tranh ở đó và thất bại trong việc tìm kiếm một vị trí trong đội.
Lamouchi có một khoảng thời gian ngắn chơi ở Genoa trước khi gia nhập Olympique de Marseille (cho mượn) trong năm tiếp theo. Vào tháng 1 năm 2006, hợp đồng cho mượn đã được chuyển thành hợp đồng lâu dài. Ông chơi cho Olympique de Marseille sáu tháng nữa, cho đến khi ông tuyên bố rời khỏi câu lạc bộ vào ngày 18 tháng 9 năm 2006, mặc dù hợp đồng đến tháng 6 năm 2007 mới hết hạn.
Sau đó, Lamouchi chuyển tới Al-Rayyan và thi đấu ở giải Qatari League, và rồi ghi một bàn thắng ngoạn mục trong trận đầu tiên của mình. Mùa giải tiếp theo, ông chuyển đến Umm-Salal.
Vào tháng 1 năm 2009, Lamouchi được chuyển nhượng đến Al-Kharitiyath.

## Sự nghiệp quốc tế
Lamouchi đã ra sân 12 lần và ghi 1 bàn thắng cho Đội tuyển Pháp. Ông đã có trận ra mắt vào năm 1996 và là cầu thủ góp mặt trong đội hình tham dự UEFA Euro của Pháp trong cùng năm đó. Ông cũng nằm trong đội hình sơ bộ 28 cầu thủ của Pháp trong FIFA World Cup 1998 trên sân nhà. Tuy nhiên ông là một trong 6 cầu thủ bị loại ra khỏi đội hình bởi huấn luyện viên trưởng Aime Jacquet ngay trước thềm giải đấu. Pháp đã trở thành nhà vô địch của giải.

## Đời sống cá nhân
Sabri Lamouchi ngày nay là một thành viên của câu lạc bộ Champions for Peace, một nhóm 54 cầu thủ nổi tiếng cam kết phục vụ hòa bình trên thế giới thông qua thể thao, được thành lập bởi Peace and Sport, một tổ chức quốc tế ở Monaco.

## Danh hiệu
- AJ Auxerre
  - Ligue 1: 1995-96
  - Coupe de France: 1995-96
- AS Monaco
  - Ligue 1: 1999-2000
- Parma
  - Coppa Italia: 2001-02